# Каутано
Каутано је насеље у Италији у округу Беневенто, региону Кампанија.
Према процени из 2011. у насељу је живело 1552 становника. Насеље се налази на надморској висини од 306 м.

## Становништво
| 1951. | 1961. | 1971. | 1981. | 1991. | 2001. | 2011. |
| ----- | ----- | ----- | ----- | ----- | ----- | ----- |
| 2.286 | 2.056 | 2.019 | 2.023 | 2.138 | 2.213 | 2.091 |